# Ludovico Angelini
Ludovico Angelini (Bari, 8 giugno 1906 – 13 giugno 1975) è stato un politico e medico italiano.

## Biografia
Viene eletto nelle file del Partito Comunista Italiano nella II e III legislatura alla Camera dei deputati, dal 1953 al 1963.